# Copris zhangi
Copris zhangi là một loài bọ cánh cứng trong họ Bọ hung (Scarabaeidae).